# Cymbopogon distans
Cymbopogon distans là một loài thực vật có hoa trong họ Hòa thảo. Loài này được (Nees ex Steud.) W.Watson mô tả khoa học đầu tiên năm 1882.